# Harvey (rivier)
De Harvey is een rivier in de regio Peel in West-Australië. De rivier is 90 kilometer lang en haar stroomgebied beslaat 2.000 vierkante kilometer. De rivier stroomt het hele jaar door. De loop van de rivier is op verscheidene plaatsen door de mens aangepast.

## Geschiedenis
De Nyungah Aborigines leefden reeds lang in het zuidwesten van Australië. Alexander Collie en luitenant Preston waren de eerste Europeanen die de rivier opmerkten op 18 november 1829. James Stirling gaf de rivier niet lang daarna haar naam. Vermoedelijk vernoemde hij ze naar Rear Admiral Sir John Harvey. Harvey was in 1818 commandant van Brits-West-Indië toen Stirling er op zijn aanbeveling het gezag over het schip Brazen kreeg.
In 1916 werd een stuwdam, de Harvey Weir, in de rivier gebouwd. In 1934 werd de Harvey afgeleid om duizenden hectare landbouwgrond tegen overstromingen te beschermen. Tegen 1947 werd ook de Stirling Dam voltooid. In 2002 werd de Harvey Weir vervangen door de Harvey Dam.

## Geografie
De Harvey is een rivier in de regio Peel in West-Australië. Het is de meest zuidelijke van drie rivieren die in het Harvey-Peel estuarium uitmonden. De rivier ontspringt op een hoogte van 290 meter ten zuiden van Mount Keats, ten noorden van Hill 60. Ze stroomt vervolgens in zuidwestelijke richting. De Stirling Dam werd 156 meter boven de zeespiegel in de rivier gebouwd. De Harvey Dam werd aangelegd op een hoogte van 62 meter en creëert het Harvey Reservoir.
Na het Harvey Reservoir stroomt de rivier verder in noordwestelijke richting. Eerst door het kanaal Harvey Diversion Drain en vervolgens, na te zijn gevoed door Weeks Brook, Clark Brook en Logue Brook, door de Harvey Main Drain. Uiteindelijk mondt de Harvey uit in het Harvey-Peel estuarium. Net stroomopwaarts ligt nog het Clifton Park meetstation waar de waterkwaliteit wordt geobserveerd.
De rivier wordt ook nog gevoed door:
- Falls Brook (79m)
- Big Brook (78m)
- Taylor Gully (64m)
- Summer Brook (64m)

## Fauna en Flora
Het stroomgebied ten oosten van de Darling Scarp is grotendeels ongerept. Ten westen van de Darling Scarp is het ontbost ten voordele van landbouw en veeteelt.
Een onderzoek in 2014 merkte zes inheemse vis- en kreeftsoorten in de rivier op. 90% van de oevers van de Harvey zijn gemiddeld tot dertig meter landinwaarts begroeid. 75% van de planten zijn echter uitheems.